# Якуббаева, Нилуфар
Нилуфар Мурадовна Якуббаева (узб. Кириллица: Нилуфар Муродовна Ёқуббоева, Латиница: Nilufar Murodovna Yoqubboyeva; род. 29 августа 2000) — узбекистанская шахматистка, гроссмейстер среди женщин (2022). Победительница чемпионата Узбекистана по шахматам среди женщин (2019, 2020, 2021).

## Биография
Нилуфар Мурадовна Якуббаева три года подряд побеждала на чемпионатах Узбекистана по шахматам среди женщин: 2019, 2020 и 2021.
В июле 2021 года Нилуфар Мурадовна Якуббаева приняла участие в Кубке мира по шахматам среди женщин в Сочи, где в 1-м туре уступила перуанской шахматистке Дейси Кори со счетом 0,5:1,5.
За успехи в турнирах ФИДЕ в 2020 году присвоила ей звания международного мастера среди женщин (WIM) и в 2022 году международного гроссмейстера среди женщин (WGM).

## Семья
У Нилуфар Мурадовны Якуббаевой есть младший брат Нодирбек Якуббоев, который несколько раз выигрывал Чемпионат Узбекистана по шахматам.